# Dara Torres
Dara Torres (n. 15 aprilie 1967, Beverly Hills, California, SUA) este o înotătoare americană, medaliată olimpică. A participat la 5 ediții ale Jocurilor Olimpice (1984, 1988, 1992, 2000, 2008) în care a câștigat 7 medalii de aur, 5 medalii de argint și 3 medalii de bronz.